# Léninski (Moldavanskoye, Krymsk, Krasnodar)
Léninski (del ruso: Ленинский) es un jútor del raión de Krymsk del krai de Krasnodar, en Rusia. Está situado en las vertientes septentrionales del extremo de poniente del Cáucaso Occidental, en la orilla izquierda del río Kudako, afluente del Adagum, de la cuenca del Kubán, 15 km al noroeste de Krymsk y 95 km al oeste de Krasnodar. Tenía 98 habitantes en 2010
Pertenece al municipio Moldavanskoye.